# بانداج ژاپنی

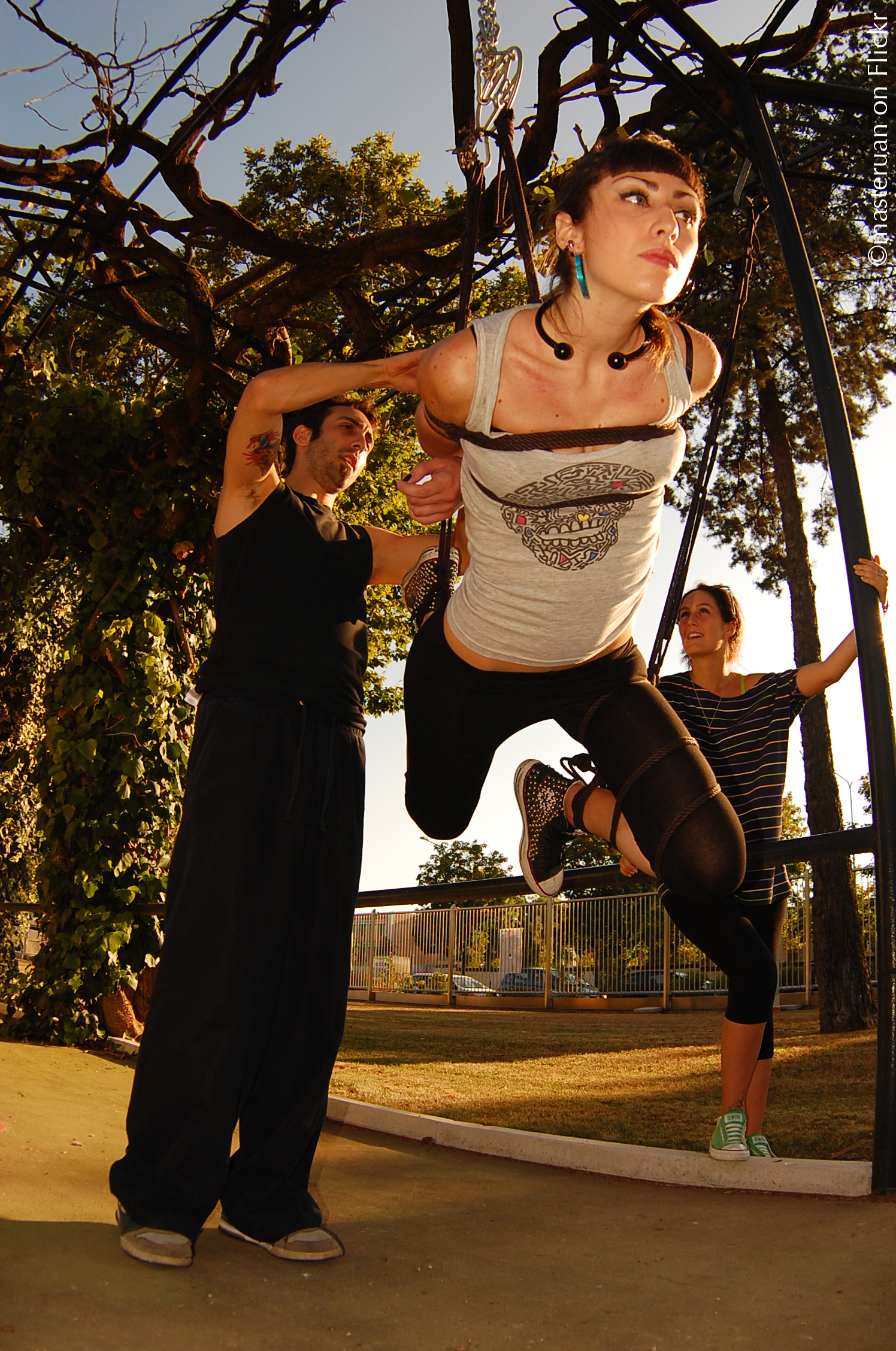
بانداج شیباری در ایتالیا

کینباکو Kinbaku (緊縛) به معنی «اتصال محکم» است، در حالی که Kinbaku-bi (緊縛美) به معنای واقعی کلمه به معنای «زیبایی اتصال محکم» است. کینباکو نوعی بانداج ژاپنی یا بی‌دی‌اس‌ام است که شامل بستن شخص با استفاده از الگوهای ساده اما به لحاظ بصری پیچیده می‌باشد و معمولاً با چند قطعه طناب نازک (اغلب چتایی، کنف یا کتان) و به‌طور کلی حدود ۶ میلی‌متر قطر است که گاهی نیز به ۴ میلی‌متر قطر، و بین ۷–۸ متر طول می‌رسد). در ژاپنی، این طناب با الیاف طبیعی به عنوان آساناوا (麻縄) شناخته می‌شود. این شیوه تلمیحی است از استفاده طناب کنف برای مهار زندانیان به عنوان نمادی از قدرت و از همان روشی که در بی‌دی‌اس‌ام غربی برای بانداج استفاده می‌شود الهام گرفته شده. کلمه شیباری در دهه ۱۹۹۰ در بعضی از نقاط در غرب برای توصیف هنر اسارت کینباکو استفاده شد. شیباری (縛り) یک کلمه ژاپنی است که در معنای واقعی کلمه «گره تزئینی» معنی می‌دهد.